# ذو النون الموصلي
ذو النون الموصلي - (توفي نحو 1235هـ - 1820م) هو فقيه حنفي.

## ترجمته
فقيه حنفي، من فضلاء الموصل. له كتب، منها «كشف الضرر» فقه، و «تحية الإسلام» في آداب السلام والمصافحة والقيام، و «معدن السلامة» في أحوال الدنيا والآخرة، و «أرجوزة في تجويد القرآن» و «سراج الأذهان» و هو شرح للأرجوزة.